# Bad Sector
Bad Sector, pseudonimo di Massimo Magrini (Lucca, 1966), è un musicista e compositore italiano.

## Biografia
Studia Scienze informatiche all'università di Pisa, dove si laurea con una tesi sul Paradigma object-oriented, studiando contemporaneamente musica elettronica con Alfonso Belfiore (professore al conservatorio di Firenze). Sempre nel periodo universitario inizia a suonare con la band post-punk toscana Jesus Blood, utilizzando sintetizzatori analogici e digitali autocostruiti.
In seguito collabora con il laboratorio di Informatica Musicale del CNUCE (Centro Nazionale Universitario di Calcolo Elettronico, uno degli istituti del CNR) sviluppando interfacce hardware e software. Alcune di queste sono la Aerial Painting Hand, un dispositivo sensibile ai movimenti delle mani del musicista attraverso guanti di due diversi colori e il UV-Stick, un bastone a luce ultravioletta che il musicista suona muovendolo davanti alla videocamera.
Compone poi, sempre all'interno del CNUCE, musica interattiva che viene presentata dal vivo in Italia, Spagna, Grecia e Cuba. Contemporaneamente sviluppa software musicali per industrie private basati sull'elaborazione numerica dei segnali.
Nel 1992 crea il suo progetto musicale con lo pseudonimo Bad Sector, che esplora sonorità oscure a cavallo tra ambient, musica sperimentale, noise e minimalismo e nel 1994 pubblica il suo primo album per la Slaughter Productions di Marco Corbelli.
Nel 2001 Massimo Magrini forma il progetto parallelo Olhon assieme a Zairo Nucciotti degli Where, pubblicando alcuni dischi di sperimentazione ibrida tra musica concreta ed elettronica, basati ad esempio su registrazioni effettuate sul fondale di alcuni laghi.
Nel 2002 assieme a Giacomo Verde crea il gruppo multimediale XEAR, gruppo a metà fra teatro e installazioni interattive.
Nel 2005 pubblica Kosmodrom per la Waystyx, la cui struttura si avvicina a quella del concept album sul lavoro e sulla figura di Konstantin Ėduardovič Ciolkovskij
L'ultimo album, Cephus, è del 2015, e si tratta di una raccolta di brani stavolta strutturati come "pseudo-canzoni", in cui le liriche sono ottenute utilizzando esclusivamente messaggi di number stations.

## Discografia

### Discografia solista

#### Album in studio
- 1994 - Ze
- 1995 - Ampos
- 1996 - Vacuum Pulse (con Contagious Orgasm)
- 1997 - Pressurized Music
- 1998 - Dolmen Factory
- 1998 - Plasma
- 1999 - Transponder
- 2000 - Neurotransmitter Actions (con Sshe Retina Stimulants)
- 2001 - The Harrow
- 2001 - Xela
- 2001 - Survival Tools
- 2004 - Ampos
- 2005 - Kosmodrom
- 2005 - Reset/Rebis Periferiche (con Tommaso Lisa)
- 2006 - Unification Ver. 0.5a
- 2006 - Sound Sources
- 2006 - CMASA
- 2006 - Idio Blast (con Astro)
- 2007 - Storage Disk 1
- 2008 - Remote
- 2008 - Storage Disk 2
- 2010 - Quaternion
- 2011 - Chronoland
- 2015 - Cephus
- 2015 - 21.11.14 (con Reutoff)
- 2016 - Storage Disk 3
- 2016 - Endometrio/Endometrio De-Composto (con Maurizio Bianchi e Sigillum S)
- 2017 - Quaternion
- 2017 - Xela
- 2019 - Vrachnas (come Massimo Magrini)

#### Album dal vivo
- 2017 - Live At Maschinenfest 2015

#### EP
- 1998 - Jesus Blood
- 1996 - Meathead Against The World
- 1997 - Protect Me From What I Want

#### Singoli
- 1996 - Dolmen
- 2000 - Toroidal Body
- 2003 - Planar Energy
- 2017 - Ori (come Massimo Magrini)

### Discografia con Olhon

#### Album
- 2001 - Veiovis
- 2006 - Sinkhole
- 2008 - Underwater Passage
- 2017 - Fortean Tales

#### Singoli
- 2009 - Lucifugus

### Discografia con Derma

#### Album
- 2018 - 1995